# Lycopersicon
Sous-genre
Lycopersicon est un sous-genre de plantes à fleurs du genre Solanum et de la famille des Solanacées, originaire d'Amérique et autrefois considéré comme un genre à part entière. L'espèce de loin la plus répandue est la tomate (Solanum lycopersicum, autrefois Lycopersicon esculentum), légume cultivé dans le monde entier.
Le nom attribué à ce sous-genre, Lycopersicon, signifie littéralement « pêche de loup », et fait référence au caractère toxique attribué initialement aux fruits de la tomate.

## Taxinomie
Selon les classifications les plus récentes, comme la classification APG III, le genre Lycopersicon n'est pas reconnu et les espèces sont incluses au sein du sous-genre Lycopersicon dans le genre Solanum.

## Liste d'espèces
Selon BioLib (27 septembre 2024) :
- Solanum arcanum Peralta
- Solanum cheesmaniae (Riley) Fosberg
- Solanum chilense (Dunal) Reiche
- Solanum chmielewskii (C.M.Rick, Kesicki, Fobes & M.Holle) D.M.Spooner, G.J.Anderson & R.K.Jansen.
- Solanum corneliomulleri J.F.Macbr.
- Solanum galapagense S.C.Darwin & Peralta
- Solanum habrochaites S.Knapp & D.M.Spooner
- Solanum huaylasense Peralta
- Solanum lycopersicum L. - Tomate
- Solanum neorickii D.M.Spooner, G.J.Anderson & R.K.Jansen
- Solanum pennellii Correll
- Solanum peruvianum L.
- Solanum pimpinellifolium L.

Selon The Plant List (2 juillet 2018) :
- Lycopersicon chmielewskii C.M. Rick, Kesicki, Fobes & M.Holle
- Lycopersicon esculentum Mill.
- Lycopersicon hirsutum Dunal
- Lycopersicon parviflorum C.M. Rick, Kesicki, Fobes & M.Holle
- Lycopersicon pennellii (Correll) D'Arcy

Selon Tropicos (2 juillet 2018) (Attention liste brute contenant possiblement des synonymes) :
- Lycopersicon agrimoniifolium Ruiz & Pav. ex Dunal
- Lycopersicon atacamense Phil.
- Lycopersicon bipinnatifidum Phil.
- Lycopersicon cheesmaniae L. Riley
- Lycopersicon chilense Dunal
- Lycopersicon chmielewskii C.M. Rick, Kesicki, Fobes & M. Holle
- Lycopersicon commutatum Roem. & Schult.
- Lycopersicon dentatum Dunal
- Lycopersicon diadelphum Dunal
- Lycopersicon dulcamara (L.) Medik.
- Lycopersicon esculentum Mill.
- Lycopersicon galeni Mill.
- Lycopersicon glandulosum C.H. Mull.
- Lycopersicon hirsutum Dunal
- Lycopersicon humboldtii (Willd.) Dunal
- Lycopersicon lycopersicoides (Dunal) A. Child ex J.M.H. Shaw
- Lycopersicon parviflorum C.M. Rick, Kesicki, Fobes & M. Holle
- Lycopersicon pennellii (Correll) D'Arcy
- Lycopersicon peruvianum (L.) Mill.
- Lycopersicon pimpinellifolium (L.) Mill.
- Lycopersicon pissisi Phil.
- Lycopersicon procumbens Dunal
- Lycopersicon puberulum Phil.
- Lycopersicon regulare Dunal
- Lycopersicon spurium Link
- Lycopersicon ×humboldtii Dunal

### Autre classification[réf.nécessaire]
- Lycopersicon cheesmaniae L. Riley, la « tomate des Galapagos », elle est tolérante au sel ;
- Lycopersicon chilense Dunal, pousse dans les environnements secs du sud chilien, où son enracinement profond lui permet d'exploiter les rares réserves en eau. Elle a de longs bouquets floraux, de 14 à 20 centimètres ;
- Lycopersicon chmielewskii C. M. Rick et al., pousse dans les zones montagneuses (1000–3000 m) et humides des Andes ;
- Lycopersicon esculentum Mill., la tomate cultivée ;
- Lycopersicon glandulosum C. H. Müll ;
- Lycopersicon hirsutum Dunal, à fruits verts, pousse dans les zones montagneuses (500–3300 m) et humides de l'Amérique du Sud ;
- Lycopersicon parviflorum C. M. Rick et al., pousse dans les zones montagneuses (1000–3000 m) et humides des Andes ;
- Lycopersicon pennellii (Correll) D'Arcy, (ex-Solanum pennellii) à fruits verts, elle pousse dans les milieux montagneux (500–1500 m) et secs de l'Amérique du Sud, car elle a la capacité d'absorber l'humidité atmosphérique grâce à la présence de nombreux stomates sur la face supérieure de ses feuilles. C'est une tomate naturellement très sucrée et elle constitue la base du véritable ketchup ;
- Lycopersicon peruvianum (L.) Mill. ;
- Lycopersicon pimpinellifolium (L.) Mill., à fruits rouges.

## Distribution
Ce genre est originaire d'Amérique centrale et d'Amérique du Sud, du Mexique à au Chili.